# 马紫笙
马紫笙（1884年—1968年12月24日），原名马之澍，河北省南宫县人，中华人民共和国政治人物。
担任河北省人民委员会委员、河北省第一任文化局局长。1954年，当选第一届全国人民代表大会代表。